# Badalota
Badalota: setmanari independent defensor dels interessos morals i materials de l'Arboç i sa comarca va ser un setmanari periodístic nascut a l'Arboç, Tarragona, al 1921, amb el seu primer número el 5 de juny d'aquell mateix any. En una nota sota el títol de Salutació, el primer text del periòdic, la redacció explica el motiu de la seva creació: afirma que no els mou el desig de lucre ni la política, sinó la simpatia i l'estimació de les coses nostres (fent referència a l'Arboç i els voltants) i l'oportunitat de publicar i vulgaritzar tot el que sigui d'interès tant moral com material per al territori.
Es tractava d'un setmanari, és a dir, es publicava setmanalment (cada diumenge) i ho feia en format imprès, en paper. L'extensió podia arribar de quatre pàgines a tres columnes, depenent del en la seva història, i s'imprimia en format 440x320. La seva redacció i administració se situava al carrer de Sant Julià, 2 a l'Arboç. La publicació depenia d'Impremta Ramon, una empresa familiar d'impressió fundada a l'any 1892. El representant d'aquesta al poble va ser (durant els sis anys de vida de Badalota) Ramon Escarrà, qui també va escriure diversos articles per als seus números.
El preu del setmanari seguia les instruccions següents: 0,50 pessetes durant un mes per a la gent de l'Arboç i els voltants, 2 pessetes per trimestre per a aquestes mateixes persones i també per a gent de fora durant un mes i finalment 12 pessetes durant un any o per a estrangers durant un mes. I en el cas de comprar el setmanari només una vegada, en el cas d'un nombre corrent costava 15 cèntims i en el cas de buscar un nombre endarrerit el cost era de 25 cèntims.

## Història
Tot i que el segon volum de Història de la Premsa Catalana afirma que la revista durà fins al 1925, a l'arxiu de revistes catalanes antigues (Arca) hi ha publicades totes les edicions fins al 1927. El primer número es publicà al 5 de juny de 1921 i l'últim al 27 de març de 1927. Així doncs, el setmanari durà sis anys, sense suspensions de cap mena excepte alguns retards o pèrdues puntuals d'algun dia en pocs mesos de la seva història.
A continuació veiem totes les irregularitats temporals en els set anys de vida del setmanari:
| Any  | Irregularitat Temporal |
| ---- | --- |
| 1921 | - Es publica el número 013 el dissabte 27 d'agost en comptes del diumenge 28. - El dia 23 d'octubre no es publica número. |
| 1922 | - Es publica el número 043 el dissabte 25 de març en comptes del diumenge 26. - Es publica el número 056 el dissabte 24 de març en comptes del diumenge 25. |
| 1923 | - Es publica el número 084 el dissabte 6 de gener en comptes del diumenge 7. - Es publica el número 106 el divendres 8 de juny en comptes del diumenge 10. - Es publica el número 117 el dissabte 25 d'agost en comptes del diumenge 26. - El dia 18 de novembre no es publica número. - Es publica el número 131 el dissabte 8 de desembre en comptes del diumenge 9. |
| 1924 | - Es publica el número 139 el dissabte 2 de febrer en comptes del diumenge 3. - Es publica el número 168 el dissabte 23 d'agost en comptes del diumenge 24. - El dia 2 de novembre no es publica número. - Es publica el número 182 el dissabte 6 de desembre en comptes del diumenge 7. - Es publica el número 183 el divendres 12 de desembre en comptes del diumenge 14. |
| 1925 | - Es publica el número 189 el divendres 23 de gener en comptes del diumenge 25. - Es publica el número 204 el dissabte 16 de maig en comptes del diumenge 17. - Es publica el número 215 el dissabte 25 de juliol en comptes del diumenge 26. - Es publica el número 218 el dissabte 15 d'agost en comptes del diumenge 16. - Es publica el número 219 el dissabte 22 d'agost en comptes del diumenge 23. - Es publica el número 236 el dimecres 16 de desembre en comptes del diumenge 20. - Es publica el número 237 el divendres 25 de desembre en comptes del diumenge 27. |
| 1926 | - El dia 10 de gener no es publica número. - Es publica el número 270 el dissabte 21 d'agost en comptes del diumenge 22. - Es publica el número 271 el dissabte 28 d'agost en comptes del diumenge 29. - Es publica el número 286 el divendres 10 de desembre en comptes del diumenge 12. - Es publica el número 288 el dissabte 25 de desembre en comptes del diumenge 26. |
| 1927 | - Es publica el número 289 el dissabte 1 de gener en comptes del diumenge 2. - El dia 13 de febrer no es publica número. |

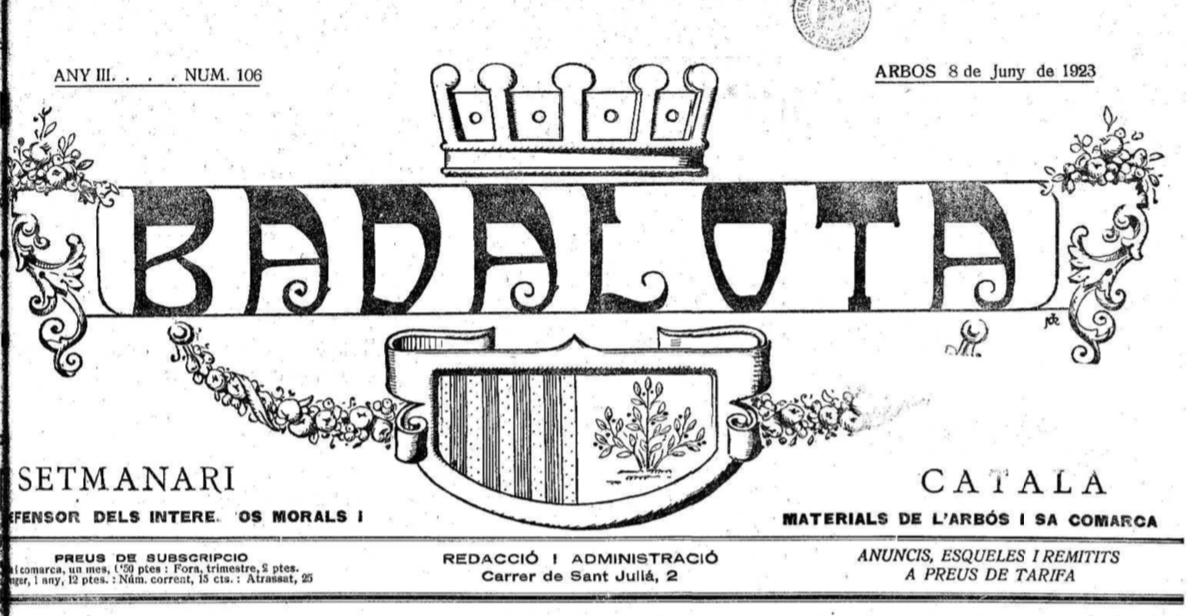
Portada del primer número que canvia el títol del setmanari.

En total se'n publicaren 299 números i no va tenir cap tipus de suplement o número monogràfic. Però el 21 de maig de 1922 es va publicar un número sense articles, només amb poesies, d'Anton Navarro, Cinto Verdaguer, Anicet Villar, Josep Paradeda, Àngel Guimerà, Joan Maragall i J. Burgas.
És remarcable assenyalar, com a curiositat, que el títol del setmanari va patir un canvi l'any 1923. De Badalota: setmanari independent defensor dels interessos morals i materials de l'Arboç i sa comarca va passar a anomenar-se Badalota: setmanari català defensor dels interessos morals i materials de l'Arboç i sa comarca. Canviant així la paraula independent per català a partir de la publicació del 8 de juny (número 106) sense cap tipus d'explicació, després del número on se celebrà el segon any de la publicació.

## Contingut
Principalment al setmanari s'hi trobaven articles culturals, notes d'esport, noticiari religiós, articles traduïts de revistes estrangeres, textos literaris i anuncis:
- Els articles es presentaven a la portada i a la segona pàgina. Acostumaven a ser extensos, amb gran riquesa lingüística i de temàtica diversa i podien ser textos provinents de diverses persones que no formessin part de la redacció. No eren necessàriament periodístics en tots els casos.
- Els textos literaris constaven normalment de poesia d'autors coneguts, com el recurrent Joan Maragall, o d'alguna prosa publicada capítol a capítol al final del setmanari. També hi ha una secció anomenada Futeses on hi ha breus poemes de temàtica quotidiana escrits sota el pseudònim de Maringo.
- A continuació es trobava una llarga secció periodística sota el títol de Crònica arbossenca, on s'hi publicaven, de manera breu, esdeveniments de temàtica diversa: municipal (on s'hi acostuma a plasmar l'última reunió de l'alcalde), judicial (podien ser fins i tot una llista de matrimonis i naixements del darrer mes), religiosa (tant esdeveniments puntuals com l'horari de les misses), esportiva (curses i partits propers a la data de publicació), escolar (principalment tancaments i circumstàncies puntuals), agrícola o avícola (fets que tinguessin relació amb la vida al camp que poguessin ser de rellevància per a la població o que els afectés d'alguna manera), varia (que es referia al que actualment es coneix com a successos, on realment es publicaven esdeveniments de diferents temàtiques).
- Els anuncis es dividien de manera senzilla: s'hi col·locava un a la portada (en bona part dels números es tractava del Banc Comercial de Tarragona), deixant suficient espai per als articles; podien haver d'altres en les pàgines del mig, entre els textos; i s'hi dedicava la darrera pàgina sencera únicament a anuncis. Si no n'hi havia suficients per a omplir tot l'espai, era usual trobar espais en blanc amb la paraula Disponible, sobretot a mesura que arribaven els últims números i anys del setmanari.

## Final
El 27 de març de 1927 el setmanari es veu obligat a publicar el que seria el seu darrer número abans de tancar-lo definitivament. Aquest últim inicia amb un text de comiat explicant els motius de la seva fi sota el títol Al plegar: les estretors econòmiques des de fa algun temps havien esdevingut una amenaça constant a la vida de BADALOTA. […] A desgrat de tot, la seva situació s'ha fet tant precària que és impossible de continuar la publicació d'aquest setmanari. I d'aquí procedeix a acomiadar-se amb recança dels seus lectors i a agrair els seus col·laboradors la seva participació. Fins i tot a la secció Futeses es publica el poema Comiat, que finalitza amb Requiescat Badalota. I la paraula Disponible ocupant gairebé tots els espais blancs de la darrera pàgina només fa que evidenciar les estretors econòmiques que afirmava la redacció.
Així doncs Badalota va ser una publicació altament diversa, a causa de les moltes seccions i temàtiques diferents; sense cap tendència política; amb molta col·laboració i una extensa part cultural. Un setmanari que va ser exitós durant un període però que, com tot, va haver de posar punt final, sempre sense perdre la seva lleialtat als seus lectors.

## Autors i col·laboradors
Ramón Escarrà va ser durant els sis anys que duraren les publicacions de Badalota el representant de Impremta Ramon. Sempre que es publicava una nota de la redacció es signava amb La Redacció i l'organització contínua dels articles del setmanari no permetia diferenciar els redactors dels col·laboradors. Tot i així escasses vegades els que hi escrivien signaven amb el seu nom complet, ja que sovint utilitzaven pseudònims, les seves inicials, o simplement el primer cognom. A més, la secció Crònica Arbossenca, que recollia els esdeveniments més importants del poble, no va estar mai signada, cosa que pot deixar sobreentendre que hi hauria de posar un altre La Redacció. Els noms que sí eren reconeixibles eren els dels poetes, amb Joan Maragall com el més recurrent en les publicacions de Badalota.
Autors i col·laboradors apareguts, els títols dels seus textos i el nombre d'aparicions al setmanari en un any (1921-1922):
| Autor/Pseudònim                             | Títols | Nombre d'aportacions |
| ------------------------------------------- | --- | -------------------- |
| La Redacció                                 | Salutació, Carta Oberta | 2                    |
| Ramón Escarrá                               | Casals, De l'Espanya heroica, L'heroïcitat | 5                    |
| J.F.C.                                      | Del día | 1                    |
| Joan Amiguet Rosell                         | Carta Oberta, Realitat, Soller | 3                    |
| J.C                                         | Cultiu tabac, De fora i de casa | 10                   |
| FRA-PIK                                     | Notícies locals | 1                    |
| Font d'Horta                                | Exulta’t Arbós!, Proses lleus: Penedés execra-ho, Lovaina, !Més caritat!, El dia de les Verges, Novembrina, Nostre Passat, Nadalenca, Infants i fadrins, Gloses de Carnaval, L'exploració del mon I, II i III, Gloses, Sant Jordi, Patró nostre, Els Jocs Florals, ¡Vola Arbós! | 15                   |
| A.R.                                        | Les solucions de coure mullables i adherents, Del nostre Sindicat, Oportunitat dels tractaments cúprics, Receptivitat | 5                    |
| Un arbossenc                                | Gallardó | 1                    |
| Josep Maria Escarrá                         | Propietats medicinals de l'aigua La Giralda, L'higiene de les criaturetes | 5                    |
| Fadurdo                                     | Salutació | 1                    |
| PIK.                                        | ¿Somni?, D'esport, Sparta-Barcelona, Mallorca | 4                    |
| F. Starp                                    | Impressió | 2                    |
| J.A.R.                                      | Vers Olerdola | 1                    |
| SAM                                         | Producció mundial del vi, D'actualitat, El trascol dels vins nous | 3                    |
| A.                                          | Don Josep Escarrá | 1                    |
| Esteve Cruañes                              | Carta Oberta | 1                    |
| J.F.B.                                      | Perill que cal evitar, Als pares arbossencs, Com són les criatures alemanyes? | 3                    |
| Josep Paradeda                              | Poema: Vi novell, El celler | 2                    |
| Anicet Villar                               | Divulgacions Pedagògiques, A l'amic absent, Als soldats catalans que lluiten a l'Africa, Comentaris d'un vell i d'un jove, La vàlua veritable | 10                   |
| F.                                          | Notes comarcals | 1                    |
| FRA                                         | L'art i el cine, Modus Vivendi o mode de mantenir un sou, La vareta Màgica, El cinema perill dels infants, Una alçada de camisa | 5                    |
| Rafel Vidal                                 | Impressions, ¿Somni o realitat? | 2                    |
| Ricard Domingo                              | Obra necessaria, La Sardana | 2                    |
| C.M.M.                                      | Respectem la veda | 1                    |
| R.E.I                                       | A la entitat Unió Industrial i Comercial | 1                    |
| Mira-Prim                                   | Teatre arbossenc, Teatre arbosense, Vetllada Literari-Musical en honor de l'Immaculada, Cine i atraccions, Arbossense, Terra Baixa | 7                    |
| Joan Vives                                  | Poema: La punteta de coixí | 1                    |
| Juliá Olivé                                 | A l'entorn d'una idea | 1                    |
| S. Esvertit                                 | Esperanto | 1                    |
| LA COMISSIÓ                                 | Als Sometenistes | 1                    |
| J.M.R                                       | Festa escolar | 2                    |
| I.                                          | Igualtat-Fraternitat-Llibertat, Cultura, Sinceritat i Virtut, L'ideal, Un cant a la França heroica, Positivisme | 7                    |
| La Comissió Pro-Soldat de l'Arbós           | Carta Oberta | 1                    |
| Joan Maragall                               | La Sardana, Vinificació amb sulfurós, Els tres cants de guerra, L'oda infinita | 7                    |
| J.R.                                        | Per a abans de la verema, Sa Santidat Benet, Eclipsi de Sol, Nota bibliogràfica, Característiques del sofre, Cuc del Raïm | 5                    |
| Lluis Amiguet / LL. A.                      | Des de Xicago, Es sol·licita un marit | 4                    |
| MARINGO                                     | Poemes: Novetats, Futeses | 25                   |
| R. de Mas Solanas                           | El millor ferratge d'hivern | 1                    |
| A Lleonart                                  | Mutualitat Escolar | 1                    |
| PONS                                        | El plat de Sant Antoni, Joguines | 2                    |
| JOB.                                        | El record de la calma, De més verdes en maduren, Siguem-hi tots | 3                    |
| Raifer Amorsley                             | Un centenari - Dant, De l'Arbós centenari (I, Una anada a preu de sang i Defensa heroica de l'Arbos) | 5                    |
| Josep                                       | Carta d'un absent a ma esposa | 1                    |
| R.E.                                        | Història de Catalunya, In memoriam- El pintor B. Llauradó | 17                   |
| Josep Lopez Medrano                         | Catalanitzem els infants! | 1                    |
| Marc Franc                                  | Teatre Arbossenc - Don Juan Tenorio | 1                    |
| Un soldat del Regiment de Jaén              | L'adeu dels catalans del Regiment de Jaén | 1                    |
| Enric Alborná                               | A nostres compatricis | 1                    |
| Josep Mari (president de Catalunya Agrària) | L'obstacle a una organització del Crédit Agricola a Espanya | 1                    |
| J.R.C.                                      | Al jovent arbossenc | 1                    |
| Un mestre de minyons                        | Orgull i humilitat, ¡Reis! | 3                    |
| B.R.                                        | Eduquem eficaçment a la dona | 2                    |
| J.V.                                        | De nostra indústria | 1                    |
| Josep Masalleras                            | Quadres de la guerra | 1                    |
| KIK                                         | Futbol, Esportiva | 7                    |
| J. Vidiella Bonet                           | L'ideal perdut | 1                    |
| S.                                          | En el Sindicat Vitícola Comarcal d'Arbós | 1                    |
| Juliá d'Arbós                               | Vida espiritual | 1                    |
| Un vinyater                                 | XI Assemblea de l'Unió de Vinyaters de Catalunya | 1                    |
| L'Elenc                                     | L'Elenc Artístic Arbossenc a Mallorca | 2                    |

Així doncs, a més de la setmanal Crònica arbossenca, que no estava signada per ningú, trobem diversos textos escrits per autors recurrents:
- Maringo. Escrivia cada quinze dies aproximadament poemes breus sota el títol de Futeses. En un any se n'ha comptat 25.
- R.E. Va escriure la Història de Catalunya en 16 números, a més d'un text in memoriam.
- Font d'Horta. Escrivia proses breus, per exemple, L'exploració del món dividida en tres números diferents. N'hem comptat 15.
- J.C. Va escriure 10 articles periodístics sota el títol de De fora i de casa.
- Anicet Villar. Va escriure 10 textos en prosa. Va dedicar set números a escriure textos sota el títol de Divulgacions Pedagògiques.
- Mira-Prim. Escrivia textos d'extensió breu sobre cultura: teatre, cinema, concerts i literatura. En va escriure 7 en un any.
- KIK. Escrivia textos de temàtica esportiva molt breus, majoritàriament sobre futbol. També en va escriure 7 en un any.